# Пічне (Логойський район)
Пічне (біл. вёска Печное) —  село (веска) в складі Логойського району розташоване в Мінській області Білорусі, підпорядковане Задор'євській сільській раді.
Село Пічне розташоване в центральних районах Білорусі, в північній частині Мінської області - орієнтовне розташування.